# Наэ (винодельческий регион)

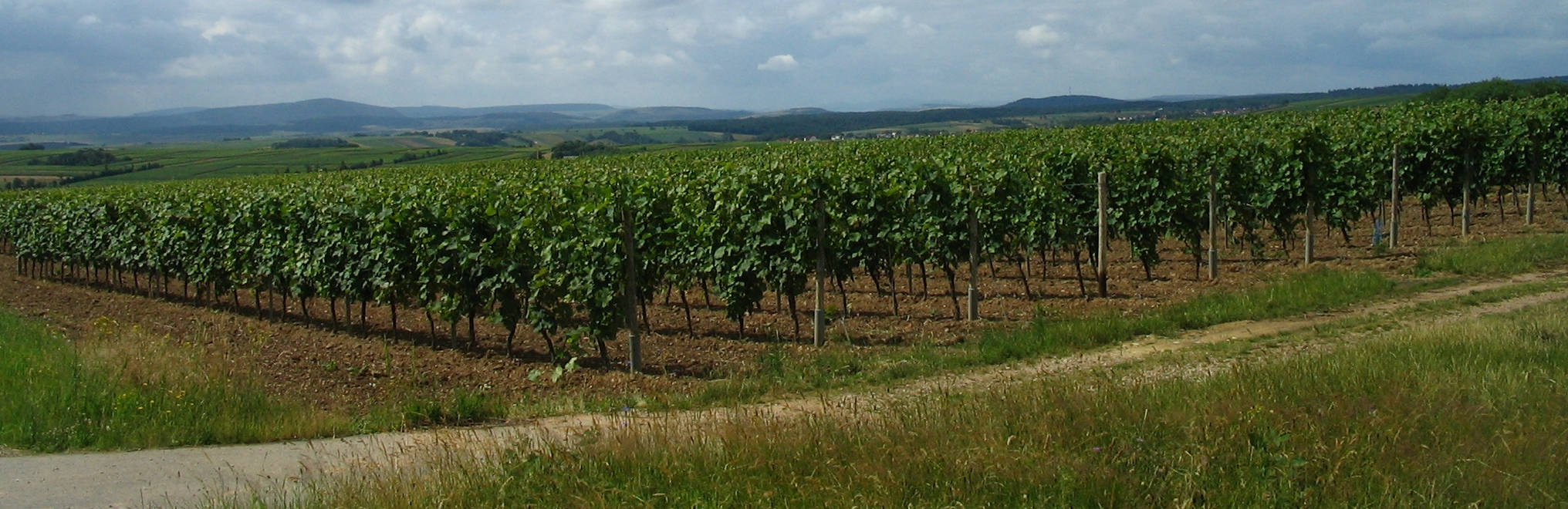
Виноградники в окрестностях Бад-Кройцнаха

(Долина) Наэ (нем. Nahe) — винодельческий регион производства марочного вина в Германии, расположенный вдоль реки Наэ в земле Рейнланд-Пфальц. Из 4155 га виноградников (по состоянию на 2008 год) белый виноград занимает 75 %, причём 27,2 % площади отдано под наиболее распространённый сорт — рислинг. Характерной особенностью региона является большое разнообразие почв (вследствие вулканического происхождения региона).
Наэ — один из последних по времени формирования винодельческих регионов Германии, где виноградники появились примерно через 600 лет после начала виноделия в долине Мозеля. О виноделии в деревне Монцинген упоминалось ещё в 778 году. В Средние века виноградарство в регионе процветало главным образом в монастырских виноградниках.
В течение XIX века долина Наэ считалась одним из лучших винодельческих регионов Германии и продолжала процветать, пока не столкнулась с падением экономики, последовавшим за Первой мировой войной. В то время как остальные винодельческие регионы Германии осваивали современные технологии, менее урбанизированный регион Наэ отставал и его присутствие на мировой винной карте существенным образом сократилось. До принятия в 1971 году Закона ФРГ о вине от 1971 года вина из этого региона не маркировались особым образом и продавались в качестве обычного рейнвейна.
К концу XX века были освоены современные технологии виноделия. В начале XXI века несколько производителей из Наэ сделали себе имя винами из рислинга, которые получили высокие оценки винных критиков. Лучшие вина из Наэ ныне считаются не уступающими винам Мозеля и Рейнгау.